# Masahiro Andoh
Masahiro Andoh (安藤 正容, Andō Masahiro, nascido a 16 de Setembro de 1954 em Chikusa-ku, Aichi) é um guitarrista japonês de Jazz fusion conhecido por seu trabalho a frente da banda T-Square. Ele também é conhecido como compositor musicas de jogos eletrônicos, especialmente pela canção "Moon over the Castle", que é a musica-tema dos games da franquia Gran Turismo.
Em 1988, ele idealizou, juntamente a Masahiro Andoh, do T-Square, e de Hirokuni Korekata, do KORENOS, o supergrupo Ottottrio, com o qual gravou 3 discos.

## Discografia
Solo
- 1986 - Melody Book
- 1990 - Melody-go-Round
- 1996 - Andy's
- 2011 - Winter Songs

com o T-Square
com o Ottottrio
- 1988 - Super Guitar Session Hot Live!
- 1988 - Super Guitar Session Red Live!
- 1998 - Triptych[3] (Relançado como "Blu-Spec CD" em 23 de Dezembro de 2009)

## Composição de Trilha-Sonora de Jogos Eletrônicos
- Arc the Lad (1995)
- Arc the Lad II (1996)
- Gran Turismo (1997)
- Arc the Lad III (1999)
- Gran Turismo 2 (1999)
- Arc the Lad Collection (2002)
- Arc the Lad: Twilight of the Spirits (2003)
- Arc the Lad: End of Darkness (2004)
- Gran Turismo 4 (2004)
- Gran Turismo 5 Prologue (2007)
- Gran Turismo 5 (2010)